# Expedición Río Rojo (1806)
La expedición Río Rojo (en inglés: Red River Expedition), también conocida como expedición Freeman-Custis, expedición Río Rojo Freeman, expedición Sparks, u oficialmente como expedición de exploración del río Rojo (Exploring Expedition of Red River) en 1806, fue una de las primeras expediciones científicas civiles enviadas a explorar el suroeste de Estados Unidos. Fue encargada de: encontrar las cabeceras del río Rojo como una posible ruta comercial hasta Santa Fe, entonces bajo control español; ponerse en contacto con los pueblos nativos para entablar relaciones comerciales; recoger datos sobre la flora, la fauna y la topografía, y el mapa del país y del río; y evaluar la tierra para futuros asentamientos. Los españoles interceptaron la expedición cuando había recorrido 990 km río arriba, en lo que hoy es el noreste de Texas, y tuvo que dar la vuelta antes de que la partida lograra todos sus objetivos.

## Preparativos

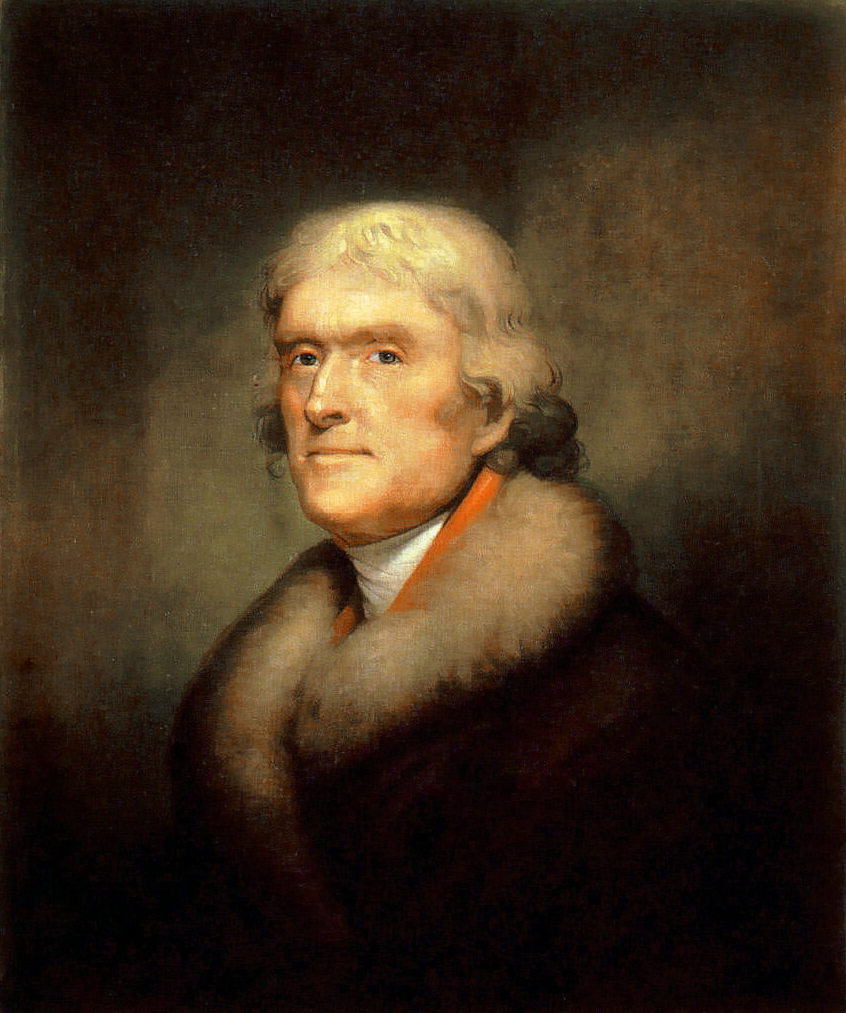
Retrato de Rembrandt-Peale de 1805 del presidente Thomas Jefferson, cuando éste preparaba la nueva expedición.

El presidente Thomas Jefferson consideraba que esta expedición era la segunda en importancia después de la expedición de Lewis y Clark (1804-1806), que estaba intentando llegar al océano Pacífico a través del Noroeste. El río Rojo es un largo río de más de 2000 km que se extiende al oeste desde su confluencia con el río Misisipi a través de lo que hoy es el estado de Luisiana y la parte del suroeste de Arkansas. Más al oeste, el río forma la frontera sur actual de Oklahoma donde se encuentra con Texas, y ahora se sabe que se origina en el Panhandle de Texas.
Tras la adquisición de las tierras de la compra de Luisiana, Jefferson encargó a grupos militares la exploración del territorio desconocido y recopilar datos científicos sobre la flora y la fauna, la topografía y la etnografía de los muchos pueblos nativos. Al enviar un grupo de exploradores hasta el río Rojo, Jefferson quería verificar los informes de que el río podría proporcionar una ruta fluvial hasta Santa Fe, entonces parte de la Nueva España (hoy en Nuevo México). Otros objetivos eran establecer relaciones comerciales y políticas con las diversas tribus de indios nativos, y localizar la frontera occidental de la compra de Luisiana con la Nueva España.
En 1805 y principios de 1806, el presidente comenzó a designar a los líderes de la expedición. Para liderar a los científicos, optó por el astrónomo/topógrafo Thomas Freeman (que recientemente habían estado con Andrew Ellicott en su estudio de la frontera sur de los Estados Unidos) y por Peter Custis (el primer naturalista académicamente capacitado para acompañar una expedición, a pesar de que seguía siendo un estudiante de medicina en Philadelphia. Se desempeñó como botánico y etnógrafo del grupo). El capitán Richard Sparks fue elegido para dirigir las tropas militares. A medida que se acercaba la fecha de salida de la expedición, se reclutaron más soldados hasta formar en total un grupo de veinticuatro.
Jefferson convenció al Congreso para financiar el esfuerzo. Trabajó con diplomáticos extranjeros en Washington para convencerlos de que la exploración se hacía con fines científicos y no pondría en peligro sus intereses. Tanto Gran Bretaña como Francia aceptaron la propuesta, pero España se opuso, ya que reclamaba las tierras que iban a ser exploradas. No quería una expedición militar armada en su territorio.

## Expedición

Mapa de la cuenca y curso del río Rojo, un río que la expedición no logró reconocer ni en la mitad de su longitud.

El 19 de abril de 1806 la partida formada por 24 miembros (Freeman y sus dos ayudantes; Sparks, que iba al mandó de la partida militar, con dos oficiales, diecisiete soldados, y un sirviente) salieron en dos barcazas de fondo plano y una piragua desde Fort Adams cerca de Natchez (Misisipi), y se adentraron en el río Rojo para ir aguas arriba hacia el oeste. El grupo fue adquiriendo soldados a lo largo de la ruta, en respuesta a los rumores de un posible ataque de las tropas españolas, y pronto contaba con cuarenta y cinco. El 28 de julio, la partida estaba 615 millas río arriba, cerca de lo que ahora es Nueva Boston  (Texas), cuando escucharon disparos en la distancia que indica la presencia de las tropas españolas.
«Con la esperanza de provocar una confrontación internacional para beneficio personal», el general estadounidense James Wilkinson del territorio de Luisiana había notificado en secreto a España (ya había tenido tratos privados con ellos antes) la partida de la expedición Freeman: Los españoles enviaron dos grupos de soldados para interceptar la partida. La partida de Freeman se detuvo en el río en lo que desde entonces se ha llamado «Spanish Bluff». El comandante español y Freeman llevaron a cabo un parlamento. El español le dijo que se les había ordenado disparar contra tropas armadas extranjeras que pasasen por territorio español. En respuesta, Freeman exigió a los españoles que presentasen sus objeciones al paso del grupo por escrito y el nombre de la autoridad bajo la cual eran tomadas esas medidas. El comandante español preguntó cuando iban a comenzar en su viaje de retorno. El grupo de Freeman era altamente superado en número, y el presidente había ordenado a la expedición que evitara cualquier conflicto con los españoles. La expedición se volvió al día siguiente, regresando río hasta el punto de partida.
El final abrupto de la expedición, y la vergüenza política que causó la administración Jefferson, eclipsó sus hallazgos. Con el tiempo, resultó ser un éxito en algunos aspectos. Junto con la expedición de Dunbar y de Hunter por las tierras bajas de Luisiana, la partida del Río Rojo demostró que la exploración de esa zona era posible; además, los científicos informaron de que la tierra podría permitir el asentamiento de una población grande. La debacle de la frontera, como fue percibiada en el momento, recibió mucha atención. Sin embargo, no se realizaron comentarios oficiales sobre estos eventos, y solamente un folleto impreso fue inicialmente el único material publicado sobre la partida. El trabajo pionero de Custis en el naturalismo no fue superado hasta muchas expediciones posteriores, pero sus descubrimientos fueron oscurecidos por la gran cantidad de material recogido por la expedición de Lewis y Clark.
(Jefferson también encargó otra expedición, la expedición de Pike a través Wilkinson, que también fue a buscar la cabecera del río Rojo, así como explorar el oeste del territorio de Luisiana a lo largo del río Arkansas. Partió de San Luis en julio de 1806 y registró el descubrimiento en noviembre de lo que se llamó pico Pikes, en el actual Colorado. Gran parte de la partida, dirigida por el capitán Zebulon Pike, Jr., fue capturada en febrero de 1807 por los españoles después de haber cometido errores en la navegación y verse obligada a invernar en Nuevo México. España protestó oficialmente a los EE. UU. sobre la expedición militar en su territorio, pero, como las naciones no estaban en guerra, sus tropas escoltaron a Pike y la mayoría de sus hombres hasta la frontera de Luisiana y los pusieron en libertad más tarde, ese mismo año.)

## Resultados
En la actual Luisiana y Arkansas, la expedición estableció relaciones positivas con los pueblos caddo y poblados en el río alabama-quassarte (coushatta). Freeman y Custis recogieron información valiosa acerca de esos pueblos y de la ecología del área. En parte debido al furor diplomático suscitado por la interceptación de la expedición, España cambió su estrategia y abrió el país del río Rojo a los comerciantes.
Dada la duración limitada de la expedición, los científicos reunieron poco material en comparación con los principales descubrimientos de Lewis y Clark. Sin embargo, el diario de Freeman y el informe pionero de la historia natural de Custis tenían información valiosa acerca de los pueblos indios y otros aspectos del país del río Rojo. El trabajo de Custis fue publicado dos décadas antes de las expediciones de Thomas Nutall, Edwin James y Thomas Say,  pero fue pasado por alto durante algún tiempo.
Otro explorador y militar estadounidense, Randolph Barnes Marcy, finalmente encontró las cabeceras del río Rojo en 1852.

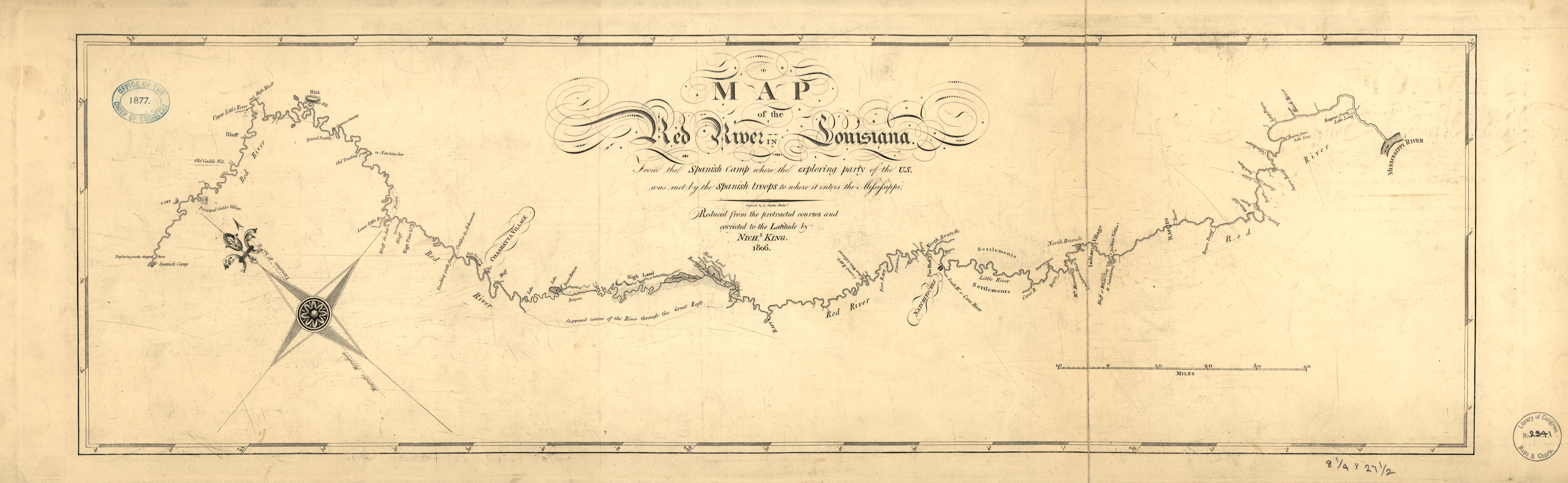
Mapa de la ruta seguida por la expedición Río Rojo. Publicado por Nich. King, 1806.